# Bonte juweelbabbelaar
De bonte juweelbabbelaar (Ptilorrhoa castanonota) is een zangvogel uit de familie Cinclosomatidae.

## Verspreiding en leefgebied
Deze soort is endemisch in de bergen van Nieuw-Guinea en telt zeven ondersoorten:
- P. c. gilliardi: Batanta (westelijk Papoea-Nieuw-Guinea).
- P. c. castanonota: Vogelkop (noordwestelijk Nieuw-Guinea).
- P. c. saturata: zuidwestelijk Nieuw-Guinea.
- P. c. uropygialis: noordelijk-centraal Nieuw-Guinea.
- P. c. buergersi: noordoostelijk Nieuw-Guinea.
- P. c. par: Huonschiereiland (noordoostelijk Nieuw-Guinea).
- P. c. pulchra: zuidoostelijk Nieuw-Guinea.

## Status
De grootte van de populatie is niet gekwantificeerd maar de soort wordt omschreven als vrij algemeen. Op de Rode lijst van de IUCN heeft deze soort de status niet bedreigd.